# Erecanana
Genre
Synonymes
- Palpipes Sørensen, 1910 nec Roth 1851
- Ambolotsca Roewer, 1949

Erecanana est un genre d'opilions laniatores de la famille des Podoctidae.

## Distribution
Les espèces de ce genre se rencontrent en Afrique subsaharienne.

## Liste des espèces
Selon World Catalogue of Opiliones (02/07/2021) :
- Erecanana defensa Goodnight & Goodnight, 1959
- Erecanana dentipes Kauri, 1985
- Erecanana insulana Roewer, 1949
- Erecanana lentiginosa Lawrence, 1962
- Erecanana mordax (Sørensen, 1910)
- Erecanana quadridens Lawrence, 1962
- Erecanana remyi (Roewer, 1949)
- Erecanana subinermis Caporiacco, 1947
- Erecanana typus (Sørensen, 1910)

## Publications originales
- Strand, 1911 : « Zwei vergebene Gattungsnammen in Opiliones. » Societas Entomologica, vol. 26, p. 14.
- Sørensen, 1910 : « Opiliones. » Wissenschaftliche ergebnisse der Schwedischen zoologischen expedition nach dem Kilimandjaro, dem Meru und den umgebenden Massaisteppen Deutsch-Ostafrikas 1905-1906, unter leitung von prof. dr. Yngve Sjöstedt, Stockholm, vol. 3, no 20, p. 59–82 (texte intégral).